# Tichitt
Tichitt (arabiska: تيشيت) är en liten, delvis övergiven, stad vid foten av Tagant-platån i östra Mauretanien.  Den grundades omkring år 1150 och är känd för sin inhemska arkitektur. Den viktigaste produkten från Tichitt är dadlar. Staden har även ett litet museum.

## Arkeologisk betydelse
Regionen Dhar Tichitt utgör delar av en lång sandstensformation som definierar Hodhdepressionens norra gräns. Området beboddes under senare stenålderns jordbruksgrupper omkring 2000 f.Kr. Bosättningarna var i huvudsak belägna på klipporna och bestod av stenbyggnader. Området övergavs omkring 500 f.Kr. troligen på grund av inträdet av ett torrare klimat. Hundratals klippkonstbilder har upptäckts, som avbildar olika djur och jaktscener. Arkeologer såsom P.J. Munson, Augustin F.C. Holl, och S. Amblard har gett en viss indikation att hirs skördades säsongsvis så tidigt som 2000 f.Kr.
Sedan 1996 är detta området tillsammans med Ouadane, Chinguetti och Oualata ett världsarv.

## Tagens Tichitt
Staden ligger i regionen Tagant och har 3.158 invånare.

### Fotnoter
1. ↑  Holl 2009.
2. ↑  Holl 2002.